# داش شو
داش شو (بالإنجليزية: Dash Shaw)‏ هو رسام كارتون ورسام رسوم متحركة أمريكي، ولد في 6 أبريل 1983 في هوليوود في الولايات المتحدة.

## وصلات خارجية
- الموقع الرسمي
- داش شو على موقع ميوزك برينز (الإنجليزية)